# Circoscrizioni di Porto Rico

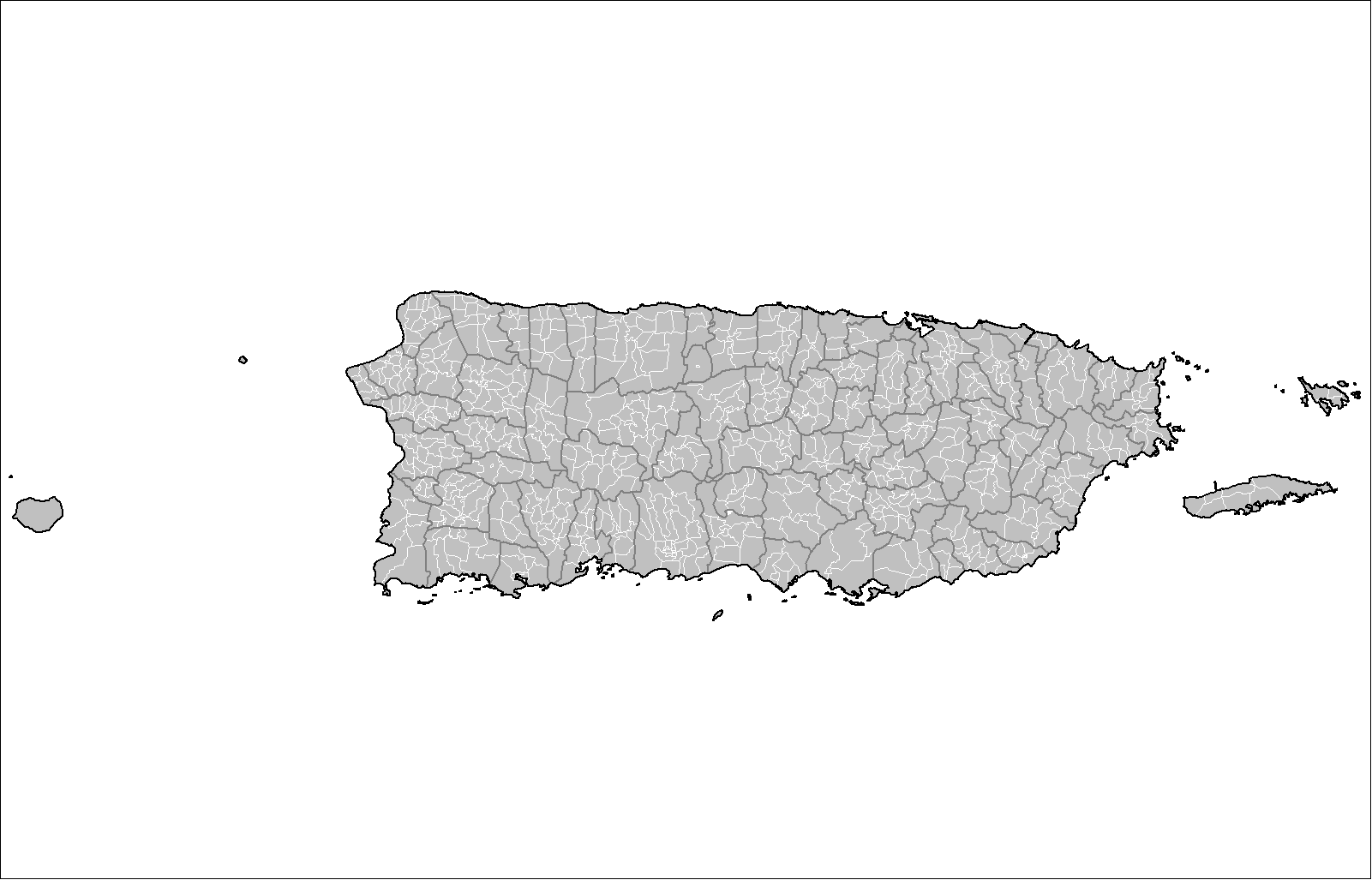
Mappa di tutte le circoscrizioni di Porto Rico, all'interno delle relative aree comunali

Le circoscrizioni di Porto Rico (in spagnolo: barrios de Puerto Rico) sono le suddivisioni dei singoli comuni di Porto Rico.
Esistono tre tipi di circoscrizioni:
1. Le circoscrizioni vere e proprie: sono le normali suddivisioni territoriali di un comune.
2. Le circoscrizioni con funzione di capoluogo comunale: coincidono con l'omonima città comunale (escluse le isole).
3. Le micro-circoscrizioni: possono essere considerate dei semplici quartieri a causa della loro scarsa estensione territoriale o per la particolare vicinanza a una città.

## Elenco delle circoscrizioni per comune d'appartenenza
Adjuntas 
1. Adjuntas (capoluogo comunale)
2. Capáez
3. Garzas
4. Guayabo Dulce
5. Guayo
6. Guilarte
7. Juan González
8. Limaní
9. Pellejas
10. Portillo
11. Portugués
12. Saltillo
13. Tanamá
14. Vegas Abajo
15. Vegas Arriba
16. Yahuecas
17. Yayales

 Aguada 
1. Aguada (capoluogo comunale)
2. Asomante
3. Atalaya
4. Carrizal
5. Cerro Gordo
6. Cruces
7. Espinar
8. Guanábano
9. Guaniquilla
10. Guayabo
11. Jagüey
12. Lagunas
13. Mal Paso
14. Mamey
15. Marías
16. Naranjo
17. Piedras Blancas
18. Río Grande

 Aguadilla 
1. Aguacate
2. Aguadilla (capoluogo comunale)
3. Arenales
4. Borinquen
5. Caimital Alto - El seis
6. Caimital Bajo
7. Camaseyes
8. Ceiba Alta
9. Ceiba Baja
10. Corrales - Urbanizacion Cristal
11. Guerrero
12. Maleza Alta
13. Maleza Baja
14. Montaña
15. Palmar
16. Victoria

 Aguas Buenas 
1. Aguas Buenas (capoluogo comunale)
2. Bairoa
3. Bayamóncito
4. Cagüitas
5. Jagüeyes
6. Juan Asencio
7. Mulas
8. Mulitas
9. Sonadora
10. Sumidero

 Arecibo 
1. Arecibo Pueblo (capoluogo comunale)
2. Arenalejos
3. Arrozal
4. Bajadero
5. Cambalache
6. Carreras
7. Domingo Ruíz
8. Dominguito
9. Esperanza
10. Factor
11. Garrochales
12. Hato Abajo
13. Hato Arriba
14. Hato Viejo
15. Islote
16. Jarealitos
17. Miraflores
18. Río Arriba
19. Sabana Hoyos
20. Santana
21. Tanamá

 Vieques 
1. Florida
2. Isabel Segunda (capoluogo comunale)
3. Llave
4. Mosquito
5. Puerto Diablo
6. Puerto Ferro
7. Puerto Real
8. Punta Arenas